# Andreas Quatember
Andreas Quatember ist ein österreichischer Statistiker und Sachbuchautor, der als assoziierter Professor mit Schwerpunkt Datengewinnung und Datenqualität am Institut für Angewandte Statistik der Johannes Kepler Universität Linz arbeitet.

## Werdegang
Quatember schloss sein Studium der Statistik an der Johannes Kepler Universität Linz 1989 mit Diplom ab und war seit 1988 Mitarbeiter am Institut für Angewandte Statistik, wo er 1996 auch promovierte. Die Auszeichnung der Sozial- und Wirtschaftswissenschaftlichen Fakultät der JKU für herausragende Lehre erhielt er 2011 und die venia docendi in Statistik im Jahr 2014. Den Gerhart-Bruckmann-Preis der Österreichischen Statistischen Gesellschaft erhielt er 2016.
In Forschung und Lehre befasst sich Quatember mit Survey-Statistics, Statistical Literacy und angewandter Statistik.

## Veröffentlichungen
- Andreas Quatember: Statistik ohne Angst vor Formeln. Das Studienbuch für Wirtschafts- und Sozialwissenschaften. München: Pearson 2024 (Pearson Studium – Economic BWL). ISBN 978-3-86894-456-3
- Werner G. Müller, Andreas Quatember: Fakt oder Fake? Wie Ihnen Statistik bei der Unterscheidung helfen kann. Berlin: Springer 2022. ISBN 978-3-662-65351-7
- Florian Ertz: Regression Modelling with Complex Survey Data: An Investigation Using an Extended Close-to-Reality Simulated Household Population. Trier: Universität Trier 2022.
- Andreas Quatember: Datenqualität in Stichprobenerhebungen. Eine verständnisorientierte Einführung in die Survey-Statistik. Berlin: Springer Spektrum 2019 (Statistik und ihre Anwendungen). ISBN 978-3-662-60273-7
- Andreas Quatember: Inferences based on Probability Sampling or Nonprobability Sampling: Are They Nothing but a Question of Models? Mannheim 2019.
- Andreas Quatember: A discussion of the two different aspects of privacy protection in indirect questioning designs. O. O. 2018.
- Andreas Quatember: Pseudo-Populations. A Basic Concept in Statistical Surveys. Cham: Springer International Publishing 2016. ISBN 978-3-319-35280-0
- Andreas Quatember: Statistischer Unsinn. Wenn Medien an der Prozenthürde scheitern. Berlin, Heidelberg: Springer Spektrum 2015. ISBN 978-3-662-45334-6
- Andreas Quatember: The Generation of Pseudo-Populations. A Basic Concept in Statistical Surveys. Cham: Springer International Publishing 2015. ISBN 978-3-319-11784-3
- Andreas Quatember: Das Signifikanz-Relevanz-Problem beim statistischen Testen von Hypothesen. Mannheim 2005.